# المحكمة الدستورية العليا (مصر)
المحكمة الدستورية العليا هي المحكمة العليا في جمهورية مصر العربية، يقع مقرها في القاهرة، ومهمتها مراقبة تطابق القوانين مع مواد الدستور. فهي تقوم بإلغاء القوانين التي تخالف نصوص ومواد الدستور المصري. وهي جهة قضائية مستقلة عن السلطة التشريعية والسلطة التنفيذية في مصر. وهي تؤلف من رئيس ونائب أو أكثر للرئيس وعدد كاف من المستشارين. تصدر أحكامها من سبعة مستشارين. وأحكامها نهائية لا يمكن الطعن فيها بأي طريقة من طرق الطعن.
وكذلك تقوم المحكمة الدستورية العليا بتحديد المحكمة المختصة وظيفيًا في حالة وجود تنازع بين سلطتين. ويشترط في ذلك التنازع عدة شروط لكي تستطيع المحكمة العليا تحديد المحكمة المختصة وظيفيًا، حيث يجب أن يكون التنازع أمام جهتين من جهات القضاء أو الهيئات ذات الاختصاص القضائي، ويجب أن ينشأ التنازع من حكمين حسما النزاع في موضوعه حسمًا باتًا، كما يشترط كون الحكمين متناقضين تناقضًا من شأنه جعل تنفيذهما معًا أمرًا متعذرًا، وأخيرًا يشترط صدور الحكمين محل التنازع على التنفيذ من محكمتين مستقلتين وظيفيًا.
وإذا أذنت محكمة الموضوع لأحد الأشخاص برفع الدعوى الدستورية أمام المحكمة الدستورية العليا، أو قضت المحكمة الموضوعية بإحالة الدعوى الدستورية إلى المحكمة الدستورية العليا. فيجب أن تتضمّن صحيفة الدعوى التي ترفع إلى المحكمة (في الحالة الأولى)، أو قرار الإحالة من محكمة الموضوع (في الحالة الثانية)، بيان النص التشريعي المقال بعدم دستوريته، والنص الدستوري المدّعى بمخالفته، وأوجه المخالفة. وإلا كانت الدعوى غير مقبولة.
أما بالنسبة لصحيفة دعوى التنازع على الاختصاص أو دعوى التنازع على تنفيذ حكمين نهائيين، فيجب أن تقدم صورة رسمية من الحكمين الذين وقع في شأنهما التنازع على الاختصاص أو التنازع على التناقض في التنفيذ، وإلا كانت الدعوى غير مقبولة. وإذا كان المشرّع قد أوجب على رافع الدعوى في هاتين الدعويين اتّخاذ هذا الإجراء، فإنه قد رتب على عدم اتّخاذ هذه الإجراءات عدم قبول الدعوى.

## اختصاصاتها
احتوى الدستور المصري الدائم الصادر سنة 1971 أحكامًا خاصة بالمحكمة الدستورية العليا ضمن مواده من 174 حتى 178، ثم تلى ذلك بيان ما لحق به من تعديلات، ثم بيان نصوص قانون المحكمة الدستورية العليا الصادر بالقانون رقم 48 لسنة 1979، والذي جاء مبينًا لاختصاصاتها؛ والتي تتمثل في:
1. الرقابة على دستورية القوانين واللوائح.[6]
2. تفسير النصوص التشريعية التي تثير خلافًا في التطبيق.
3. الفصل في تنازع الاختصاص بين جهات القضاء أو الهيئات ذات الاختصاص القضائي.
4. الفصل في النزاع الذي يقوم بشأن تنفيذ حكمين نهائيين متناقضين.
5. تفسير نصوص القوانين الصادرة من السلطة التشريعية والقرارات بقوانين الصادرة من رئيس الجمهورية وفقًا لأحكام الدستور وذلك إذا أثارت خلافًا في التطبيق وكان لها من الأهمية ما يقتضي توحيد تفسيرها.[7]

حيث يجوز للمحكمة في جميع الحالات أن تقضي بعدم دستورية أي نص في قانون أو لائحة يعرض لها بمناسبة ممارسة اختصاصاتها ويتصل بالنزاع المطروح عليها وذلك بعد اتباع الإجراءات المقررة لتحضير الدعاوى الدستورية. وبيّن القانون كيفية توصيل الدعوى للمحكمة في صورها المختلفة وكيفية تحضيرها ونظرها حتى إصدار الحكم فيها.
وللمحكمة الدستورية العليا أنشطتها في المجال الدولي؛ كعضويتها في اتحاد المحاكم والمجالس الدستورية العليا، وكونها عضوًا مراقبًا في اتحاد المحاكم والمجالس الدستورية الأوروبية، وكذلك عضوًا مراقبًا لاتحاد المحاكم الدستورية لدول أمريكا اللاتينية.

## إجراءات التقاضي فيها
تسري الأحكام المقررة في قانون المرافعات المدنية والتجارية على قرارات الإحالة والدعاوى والطلبات التي تقدم إلى المحكمة، وذلك بما لا يتعارض وطبيعة اختصاص المحكمة والأوضاع المقررة أمامها. وتتولى المحكمة الرقابة القضائية على دستورية القوانين واللوائح على الوجه التالي:
1. طريقة الإحالة: إذا تراءى لإحدى المحاكم أو الهيئات ذات الاختصاص القضائي أثناء نظر إحدى الدعاوى عدم دستورية نص في قانون أو لائحة لازم للفصل في النزاع، أوقفت الدعوى وأحالت الأوراق بغير رسوم إلى المحكمة الدستورية العليا للفصل في المسألة.[11]
2. طريقة الدفع: إذا دفع أحد الخصوم أثناء نظر دعوى أمام إحدى المحاكم أو الهيئات ذات الاختصاص القضائي بعدم دستورية نص في قانون أو لائحة ورأت المحكمة أو الهيئة أن الدفع جدي، أجّلت نظر الدعوى وحددت لمن أثار الدفع موعدًا لا يجاوز ثلاثة أشهر لرفع الدعوى بذلك أمام المحكمة الدستورية العليا، فإذا لم ترفع الدعوى في الموعد المحدد اعتبر الدفع كأن لم يكن.[12]

يجب أن يتضمن القرار الصادر بالإحالة إلى المحكمة الدستورية العليا أو صحيفة الدعوى المرفوعة إليها وفقًا لحكم المادة السابقة بيان النص التشريعي المطعون بعدم دستوريته والنص الدستوري المدّعى بمخالفته وأوجه المخالفة. ولكل ذي شأن أن يطلب إلى المحكمة الدستورية العليا تعيين جهة القضاء المختصة بنظر الدعوى. ويجب أن يبيّن في الطلب موضوع النزاع وجهات القضاء التي نظرته وما اتخذته كل منها في شأنه. ويترتب على تقديم الطلب وقف الدعاوى القائمة المتعلقة به حتى الفصل فيه. ولكل ذي شأن أن يطلب إلى المحكمة الدستورية العليا الفصل في النزاع القائم بشأن تنفيذ حكمين نهائيين متناقضين. ويجب أن يبين في الطلب النزاع القائم حول التنفيذ، ووجه التناقض بين الحكمين. ولرئيس المحكمة أن يأمر بناء على طلب ذوي الشأن بوقف تنفيذ الحكمين أو أحدهما حتى الفصل في النزاع.
يقدم طلب التفسير من وزير العدل بناء على طلب رئيس مجلس الوزراء أو رئيس مجلس الشعب أو المجلس الأعلى للهيئات القضائية. ويجب أن يبين في طلب التفسير النص التشريعي المطلوب تفسيره، وما أثاره من خلاف في التطبيق ومدى أهميته التي تستدعي تفسيره تحقيقًا لوحدة تطبيقه.
يجب أن تكون الطلبات وصحف الدعاوى التي تقدم إلى المحكمة الدستورية العليا موقعًا عليها من محام مقبول للحضور أمامها أو عضو بهيئة قضايا الدولة بدرجة مستشار على الأقل حسب الأحوال، وأن يرفق بالطلب صورة رسمية من الحكمين الذين وقع في شأنهما التنازع أو التناقض وإلا كان الطلب غير مقبول. ويقيد قلم الكتّأب قرارات الإحالة الواردة إلى المحكمة والدعاوى والطلبات المقدمة إليها في يوم ورودها أو تقديمها في سجل يخصص لذلك. وعلى قلم الكتّأب إعلان ذوي الشأن عن طريق قلم المحضرين بالقرارات أو الدعاوى أو الطلبات سالفة الذكر في مدى خمسة عشر يومًا من ذلك التاريخ. وتعتبر الحكومة من ذوي الشأن في الدعاوى الدستورية. ويعتبر مكتب المحامي الذي وقع على صحيفة الدعوى أو الطلب محلاً مختارًا للطالب ومكتب المحامي الذي ينوب عن المطلوب ضده في الرد على الطلب محلاً مختارًا له، وذلك ما لم يعين أي من الطرفين لنفسه محلاً مختارًا لإعلانه فيه. ولكل من تلقى إعلانًا بقرار إحالة أو بدعوى أو يودع قلم كتّأب المحكمة خلال خمسة عشر يومًا من تاريخ إعلانه مذكرة بملاحظاته مشفوعة بالمستندات. ولخصمه الرد على ذلك بمذكرة ومستندات خلال الخمسة عشر يومًا التالية لانتهاء الميعاد. فإذا استعمل الخصم حقه في الرد كان للأول التعقيب بمذكرة خلال الخمسة عشر يومًا التالية. ولا يجوز لقلم الكتّأب أن يقبل بعد انقضاء المواعيد المبينة في المادة السابقة أوراقًا من الخصوم، وعليه أن يحرر محضرًا يثبت فيه تاريخ تقديم هذه الأوراق واسم مقدمها وصفته.
يعرض قلم الكتّأب ملف الدعوى أو الطلب على هيئة المفوضين في اليوم التالي لانقضاء المواعيد المبينة سابقًا. وتتولى الهيئة تحضير الموضوع، ولها في سبيل ذلك الاتصال بالجهات ذات الشأن للحصول على ما يلزم من بيانات أو أوراق، كما أن لها دعوة ذوي الشأن لاستيضاحهم ما ترى من وقائع وتكليفهم بتقديم مستندات ومذكرات تكميلية وغير ذلك من إجراءات التحقيق في الأجل الذي تحدده. ويجوز للمفوّض أن يصدر قرارًا بتغريم من يتسبب في تكرار تأجيل الدعوى مبلغًا لا يجاوز عشرين جنيهًا ويكون قراراه في هذا الشأن نهائيًا، كما يجوز له إقالته من هذه الغرامة كلها أو بعضها إذا أبدى عذرًا مقبولاً. وتودع هيئة المفوضين بعد تحضير الموضوع تقريرًا تحدد فيه المسائل الدستورية والقانونية المثارة ورأي الهيئة فيها مسببًا. ويجوز لذوي الشان أن يطّلعوا على هذا التقرير بقلم كتّأب المحكمة ولهم أن يطلبوا صورة منه على نفقتهم. ويحدد رئيس المحكمة خلال أسبوع من إيداع التقرير تاريخ الجلسة التي تنظر فيها الدعوى أو الطلب. وعلى قلم الكتّأب إخطار ذوي الشأن بتاريخ الجلسة بكتاب مسجل بعلم الوصول. ويكون ميعاد الحضور خمسة عشر يومًا على الأقل ما لم يأمر رئيس المحكمة في حالة الضرورة، وبناء على طلب ذوي الشأن بتقصير هذا الميعاد إلى ما لا يقل عن ثلاثة أيام. ويعلن هذا الأمر إليهم مع الإخطار بتاريخ الجلسة. ويجب حضور أحد أعضاء هيئة المفوضين جلسات المحكمة ويكون من درجة مستشار على الأقل.
يقبل للحضور أمام المحكمة المحامون المقبولون للمرافعة أمام محكمة النقض والمحكمة الإدارية العليا. ويكون الحاضر عن الحكومة من درجة مستشار على الأقل بهيئة قضايا الدولة. وتحكم المحكمة في الدعاوى والطلبات المعروضة عليها بغير مرافعة. فإذا رأت ضرورة المرافعة الشفوية فلها سماع محامي الخصوم وممثل هيئة المفوّضين، وفي هذه الحالة لا يؤذن للخصوم أن يحضروا أمام المحكمة من غير محام معهم. وليس للخصوم الذين لم تودع بأسمائهم مذكرات وفقًا لحكم المادة (37) الحق في أن ينيبوا عنهم محاميًا في الجلسة. وللمحكمة أن ترخّص لمحامي الخصوم وهيئة المفوّضين في إيداع مذكرات تكميلية في المواعيد التي تحددها.
ولا تسري على الدعاوى والطلبات المعروضة على المحكمة قواعد الحضور أو الغياب المقررة في قانون المرافعات المدنية والتجارية.

## طبيعة أحكامها
- تصدر أحكام المحكمة وقراراتها باسم الشعب.[29]
- تفصل المحكمة من تلقاء نفسها في جميع المسائل الفرعية.[30]
- أحكام المحكمة وقراراتها نهائية وغير قابلة للطعن.[3]
- أحكام المحكمة في الدعاوى الدستورية، وقراراتها بالتفسير ملزمة لجميع سلطات الدولة وللكافة. وتنشر الأحكام والقرارات المشار إليها في الفقرة السابقة في الجريدة الرسمية وبغير مصروفات خلال خمسة عشر يومًا على الأكثر من تاريخ صدورها. ويترتب على الحكم بعدم دستورية نص في قانون أو لائحة عدم جواز تطبيقه من اليوم التالي لنشر الحكم ما لم يحدد الحكم لذلك تاريخًا آخر، على أن الحكم بعدم دستورية نص ضريبي لا يكون له في جميع الأحوال إلا مباشر، وذلك دون إخلال باستفادة المدّعى من الحكم الصادر بعدم دستورية هذا النص. فإذا كان الحكم بعدم الدستورية متعلقًا بنص جنائي تعتبر الأحكام التي صدرت بالإدانة استنادًا إلى ذلك النص كأن لم تكن. ويقوم رئيس هيئة المفوضين بتبليغ النائب العام بالحكم فور النطق به لإجراء مقتضاه.[31]
- تفصل المحكمة دون غيرها في كافة المنازعات المتعلقة بتنفيذ الأحكام والقرارات الصادرة منها. وتسري على هذه المنازعات الأحكام المقررة في قانون المرافعات المدنية والتجارية بما لا يتعارض وطبيعة اختصاص المحكمة والأوضاع المقررة أمامها. ولا يترتب على رفع المنازعة وقف التنفيذ ما لم تأمر المحكمة بذلك حتى الفصل في المنازعة.[32]
- تسري على الأحكام والقرارات الصادرة من المحكمة فيما لم يرد به نص في هذا القانون القواعد المقررة في قانون المرافعات المدنية والتجارية بما لا يتعارض وطبيعة تلك الأحكام والقرارات.[33]

## شؤونها المالية
يفرض رسم ثابت مقداره خمسة وعشرون جنيهًا على الدعاوى الدستورية. ويشمل الرسم المفروض جميع الإجراءات القضائية الخاصة بالدعوى شاملة إعلان الأوراق والأحكام. ويجب على المدعي أن يودع خزانة المحكمة عند تقديم صحيفة هذه الدعوى كفالة مقدارها خمسة وعشرون جنيهًا. وتودع كفالة واحدة في حالة تعدد المدعين إذا رفعوا دعواهم بصحيفة واحدة. وتقضي المحكمة بمصادرة الكفالة في حالة الحكم بعدم قبول الدعوى أو رفضها. ولا يقبل قلم الكتّأب صحيفة الدعوى إذا لم تكن مصحوبة بما يثبت هذا الإيداع.
ويعفى من الرسم كله أو بعضه ومن الكفالة كلها أو بعضها من يثبت عجزه عن الدفع بشرط أن تكون الدعوى محتملة الكسب. ويفصل رئيس هيئة المفوّضين في طلبات الإعفاء وذلك بعد الاطلاع على الأوراق وسماع أقول الطالب وملاحظات قلم الكتّأب ويكون قراراه في ذلك نهائيًا. ويترتب على تقديم طلب الإعفاء قطع الميعاد المحدد لرفع الدعوى بعدم الدستورية.
تسري على الرسوم والمصروفات، فيما لم يرد به نص في هذا القانون، الأحكام المقررة بالقانون رقم 90 لسنة 1944 بالرسوم القضائية في المواد المدنية وفي قانون المرافعات المدنية والتجارية. وتكون للمحكمة موازنة سنوية مستقلة، تعد على نمط الموازنة العامة للدولة، وتبدأ ببداية السنة المالية لها وتنتهي بنهايتها. ويتولى رئيس المحكمة إعداد مشروع الموازنة لتقديمه إلى الجهة المختصة بعد بحثه وإقراره من الجمعية العامة للمحكمة. وتباشر الجمعية العامة للمحكمة السلطات المخوّلة لوزير المالية في القوانين واللوائح بشأن موازنة المحكمة، كما يباشر رئيس المحكمة السلطات المخولة لوزير التنمية الإدارية ولرئيس الجهاز المركزي للتنظيم والإدارة. وتسري على موازنة المحكمة والحساب الختامي فيما لم يرد به نص في هذا القانون أحكام قانون الموازنة العامة للدولة.

## تطوّرها التاريخي
ظهرت مطالب لرقابة القضاء على دستورية القوانين في مصر على المستوى الفقهي والقضائي قبل أن تطرح تشريعيًا بفترة زمنية طويلة.
حيث أيّد الفقه حق المحاكم في مراقبة دستورية القوانين التي تعمل بها والامتناع عن العمل بها في النزاع المعروض عليها دون التعرّض للقانون ذاته أو الحكم ببطلانه. وكان أول ظهور لهذا الرأي في محاضرة ألقيت سنة 1920 بعنوان «مهمة السلطة القضائية في المسائل الدستورية بالولايات المتحدة ومصر». وقد حرّك هذا الرأي جدلاً فقهيًا واسعًا أسفر عن إقرار أغلب رجال الفقه لحق القضاء المصري في رقابة دستورية القوانين. استنادًا إلى مبدأ شرعية القوانين، واستنادًا إلى أن صيانة القانون تدخل في نطاق عمل القاضي، ونظرًا إلى أن مبدأ الفصل بين السلطات يحتّم أن تكون هناك جهة قضائية ينوط بها الرقابة على مدى مشروعية القانون، بينما رفض القليل من رجال الفقه منح المحاكم هذا الحق.
ومع ذلك لم يتّخذ القضاء المصري أسلوبًا لتنظيم سلطته في الرقابة على مدى مشروعية القوانين عقب صدور دستور 1932.

### المرحلة الأولى: سنة 1924[42]
ظهرت على سطح الحياة القضائية لأول مرة مسألة ما لدى القوانين من دستورية في عام 1924 أمام محكمة جنايات الإسكندرية، وذلك أثناء نظرها للطعن المقدّم من هيئة الدفاع الخاصة بمجموعة من المواطنين وجّهت إليهم النيابة العامة تهم بنشر أفكار ثوريّة تطالب بتغيير الحياة السياسية والاجتماعية في مصر، وذلك في المدة ما بين عامي 1923 و1924 في الإسكندرية ومدن أخرى، فحكمت المحكمة حضوريًا على المتهمين بالسجن ثلاث سنوات استنادًا إلى المادة 151 من قانون العقوبات، فطعن دفاع المتهمين على هذا الحكم على أساس أنّ المادة المذكورة تخالف المادة 14 من الدستور.

### المرحلة الثانية: سنة 1925[43]
صدر تعديل لقانون الانتخابات أثناء فترة حلّ البرلمان في سنة 1925، فرفض بعض العمد والمشايخ استلام الدفاتر الخاصة بالانتخاب وقاموا بالإضراب عن العمل، فأمرت النيابة العامة بسرعة ضبطهم وإحضارهم وتقديمهم للمحاكمة بتهمة عدم تنفيذ الأوامر الحكومية الصادرة إليهم من رؤسائهم القانونيين، وقد أوردت هيئة الدفاع عن هؤلاء المتهمين في دفاعها أنّ القانون الانتخابات المعدّل غير دستوري؛ لصدوره أثناء غيبة البرلمان، وعليه فإن امتناعهم عن عمل نشأ من هذا القانون غير المشروع أمرًا لا يصح معاقبتهم من أجله، فحكمت المحكمة حضوريًا في سنة 1926 بتغريم كل من المتهمين مبلغ عشرة جنيهات مصرية فقط لا غير؛ لمخالفتهم الأوامر الرسمية التي صدرت إليهم.
وقد ورد في منطوق حكم المحكمة، أثناء نظرها للطعن بعدم دستورية قانون الانتخابات، الآتي:
| المحكمة الدستورية العليا (مصر) | اتّفق علماء الدستورية، أنه مع اعترافهم بحق المحاكم في تقدير دستورية القوانين لا يخولونها حق إلغاء هذه القوانين غير الدستورية إعمالاً لنظرية فصل السلطات؛ بل كل ما للمحاكم هو أن تمتنع عن تنفيذ قانون لعدم دستوريته، وبدون أن يغير ذلك من قيام القانون المذكور واحتمال أن تحكم محاكم أخرى بدستوريته. | المحكمة الدستورية العليا (مصر) |

### المرحلة الثالثة: سنة 1941[44]
أصدرت محكمة مصر الأهلية في سنة 1941 حكمًا تاريخيًا يقضي بحق المحاكم في الرقابة على ما لدى القوانين من دستورية، وذلك انطلاقًا من وجود قانونين يجري العمل بهما في الحياة القانونية للبلاد؛ فهناك القانون العادي الذي تسير به الأمور في المحاكم المصرية ويستخدمه القاضي لحل النزاعات المعروضة أمامه، وهناك الدستور وهو أعلى القوانين في مصر. والقاضي مطالب باحترام القانونين أثناء نظره لأي دعوى. ولكن إذا تعارض نص من نصوص القانون العادي مع نص من نصوص الدستور، يجب على القاضي في هذه الحالة ترجيح النص الدستوري على نص القانون العادي؛ لسموّ الدستور.

### المرحلة الرابعة: عام 1948[45]
نتيجة لجهود فقهاء القانون في مصر من أجل رقابة القضاء على ملائمة القوانين للدستور، أصدرت محكمة القضاء الإداري في 1948 حكمًا اعتبره الكثيرون، بحق، مسار تغيير جذري لرقابة القضاء المصري على دستورية القوانين المتداولة في القطر المصري. فبعد هذا الحكم صار جليًا للكافة مدى أحقيّة القضاء في التصدّي للقوانين غير الدستورية.
وأسست المحكمة حكمها السابق على أساس أن القانون المصري لا يمنع، شكلاً أو موضوعًا، المحاكم المصرية من تولي مهام الرقابة المطلوبة، فالرقابة بهذا الشكل تعدّ خير تطبيق لمبدأ الفصل بين السلطات. كذلك اعتمدت المحكمة في حكمها على السلطة التقديرية التي تتمتع بها المحاكم المصرية في مواجهة الدعاوى التي تفصل فيها؛ وتتمثّل تلك السلطة التقديرية في إهمال المحكمة لقانون عادي يتعارض مع مادة من مواد الدستور.

### المرحلة الخامسة: عام 1953[46]
ظلّ الوضع القضائي في مصر كما هو عقب حكم محكمة القضاء الإداري، حتى قامت ثورة يوليو سنة 1952، فوضعت مشروعًا لدستور جديد بدلا من دستور 1923 أطلق عليه مشروع لجنة الخمسين. ونص المشروع على إنشاء محكمة عليا تكون لها سلطة الرقابة على دستورية القوانين، وكان ذلك المشروع يمثل أول محاولة تتحقق على الواقع العملي لإنشاء المحكمة العليا في مصر تبسط رقابتها على القوانين.
حدد المشروع عدد قضاة المحكمة العليا المزمع تأسيسها بألا يتجاوز تسعة قضاة بأي حال من الأحوال، وأن يتم اختيار هؤلاء القضاة من بين أساتذة القانون بكليات الحقوق المصرية ومن مستشاري المحاكم الأخرى ومن المحلّفين لدى محكمة النقض المصرية. وبدأ مشروع لجنة الخمسين يتّخذ، فعليًا، حيّز التنفيذ. ولكن تم إجهاض المشروع على يد رجال الثورة الذين تجاهلوه وأعدّوا مشروع مختلف للدستور الجديد.

### المرحلة السادسة: سنة 1969[47]
أصدر الرئيس جمال عبد الناصر رئيس الجمهورية العربية المتحدة قرار بالقانون 81 لسنة 1969 بإنشاء المحكمة العليا التي تأسست فعليًا في عام 1970، وتولت مهمة الرقابة الدستورية. ويرى الكثير من الفقهاء أن ذلك القرار قد عوّض، وبشكل كبير، عن الفشل الذي أصاب مشروع لجنة الخمسين. ظلت المحكمة العليا تمارس مهامها الدستورية الموكلة إليها حتى تأسيس المحكمة الدستورية العليا في 1979.

### المرحلة السابعة: سنة 1971[48]
ظهرت تسمية «المحكمة الدستورية العليا»، بصدور دستور 1971، على المحكمة التي تنظّم رقابة دستورية القوانين. وجعلها هيئة قضائية مستقلة.
بعد ذلك صدر قانون المحكمة الدستورية العليا بالقانون رقم 48 لسنة 1979. ونظّم القانون عمل المحكمة، وتشكيلها، واختصاصاتها؛ لضمان استقلالها عن السلطة التنفيذية.

### المرحلة الثامنة: سنة 2012
بعد ثورة 25 يناير في 2011 وبعد انتخابات الرئاسة المصرية في 2012، قام حوار وجدل عميق استمر لمدة ستة أشهر حول مشروع دستور جديد لمصر «مشروع دستور مصر 2012»، تم بعده استفتاء الشعب المصري في استفتاء عام على مرحلتين يومي 15 و22 ديسمبر 2012 على دستور جديد لمصر «دستور 2012». وفي 25 ديسمبر 2012 حسم الشعب المصري خياراته مع الدستور وانتهى الأمر بإقراره بموافقة نحو 64% واعتراض 36% من المصوتين. وبموجب الدستور الجديد تستمر المحكمة الدستورية العليا جهة قضائية مستقلة، مقرها مدينة القاهرة، تختص دون غيرها بالفصل في دستورية القوانين واللوائح. ويحدد القانون اختصاصاتها الأخرى، وينظم الإجراءات التي تتبع أمامها.
ولكن حدد الدستور الجديد تشكيلها من رئيس وعشرة أعضاء، على أن يبين القانون الجهات والهيئات القضائية أو غيرها التي ترشحهم، وطريقة تعيينهم، والشروط الواجب توافرها فيهم، ويصدر بتعيينهم قرار من رئيس الجمهورية. كما نصت المادة (177) من دستور 2012 على تحديد اختصاص المحكمة الدستورية العليا في تقرير مدى مطابقة مشروعات القوانين المنظمة لمباشرة الحقوق السياسية وللانتخابات التشريعية والمحلية للدستور قبل إصدارها، ولا تخضع القوانين المشار إليها للرقابة اللاحقة المنصوص عليها في الفقرة الأولى.

## مبنى المحكمة

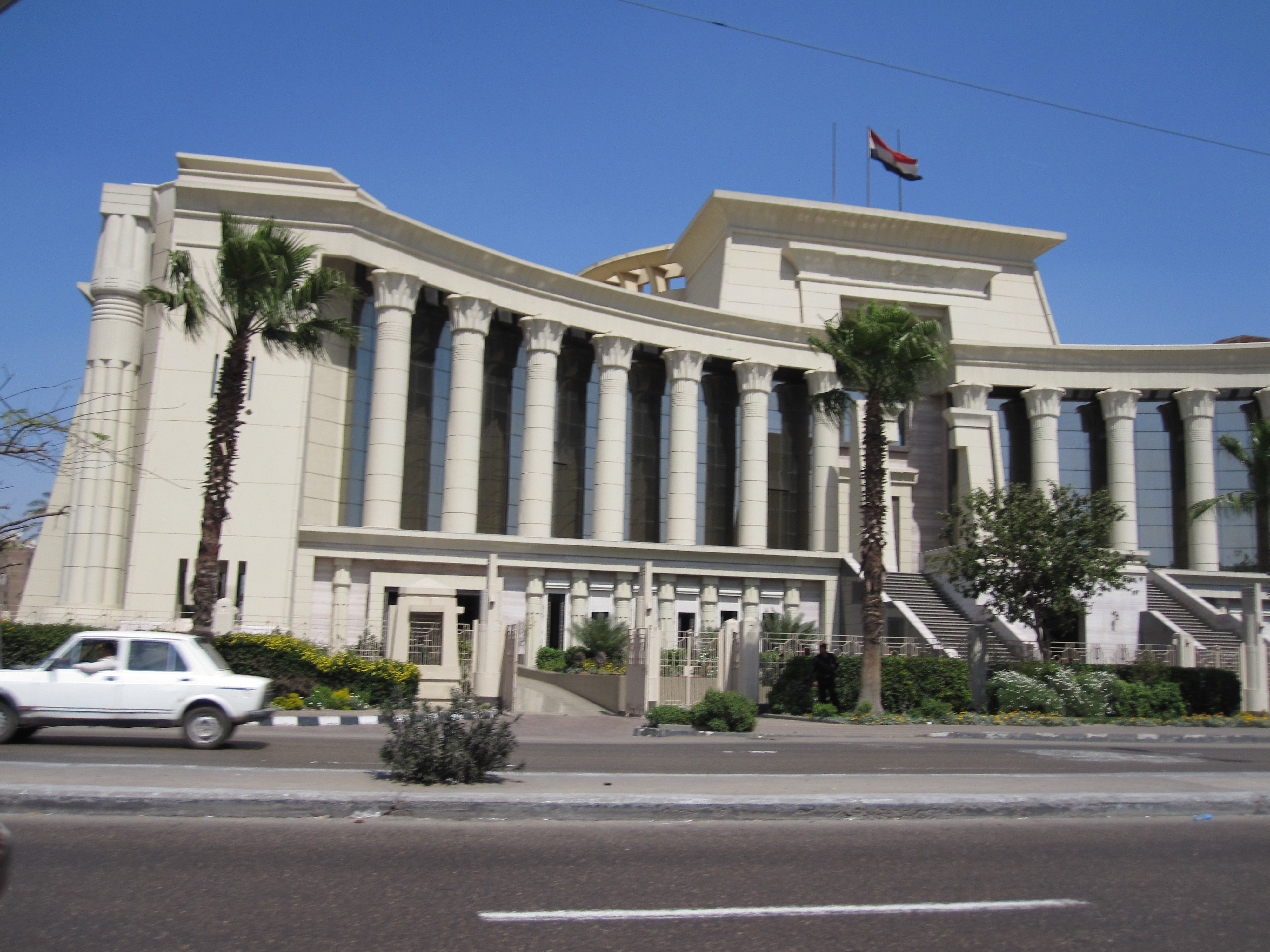
مبنى المحكمة في حي المعادي بالقاهرة الكبرى.

يقع مبنى المحكمة الدستورية العليا في كورنيش النيل بالمعادي بالقاهرة الكبرى، على مساحة أربعة آلاف متر مربع، ويتكون من أربعة أدوار، بالإضافة إلى قاعات الجلسات والمؤتمرات، ومكتب رئيس المحكمة و 33 مكتبًا للمستشارين، ومكتبة قضائية تحتوي على كتب ومراجع قانونية. ويجمع مبنى المحكمة في شكله بين العمارة المصرية القديمة وبين الطراز المعماري المعاصر. فكأنه بذلك يعبّر عن الطراز المعماري القديم برؤية معاصرة. حيث بني مبنى المحكمة الدستورية العليا على طراز معبد الأقصر على 14 مسلة فرعونية بالدور الأرضي، و 14 مسلة من الطابق الأول حتى الطابق الرابع، وهو ما يماثل تصميم المعابد المصرية من حيث الأعمدة والتيجان المزيّنة بزهرة اللوتس والبردي. ويبلغ ارتفاع الأعمدة 28 متر، كما توجد نافورة على شكل زهرة اللوتس.
كذلك تتضمّن المحكمة لوحات زجاجية تتوافق مع تصميم مبنى المحكمة بشكله الفرعوني القديم.
ويرجع الفضل في تأسيس هذا الصرح التاريخي الكبير لمبنى المحكمة للمستشار دكتور عوض المر رئيس المحكمة الدستورية الأسبق في الفترة من 1991 حتى 1998 وتحمل القاعة الكبرى بالمحكمة وهي قاعة المؤتمرات، اسمه.

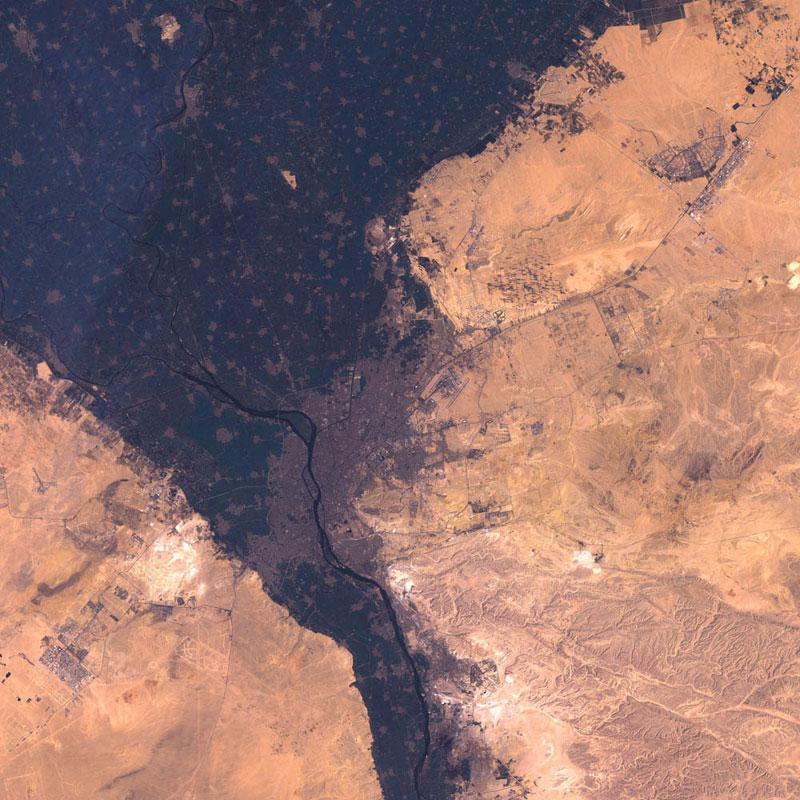
صورة عبر القمر الصناعي للقاهرة الكبرى.

### مأزق دستوري في 2008 بسبب الموقع الجغرافي
صدر عن إحدى التقسيمات القديمة لمحافظات إقليم القاهرة الكبرى استحدثت فيه محافظتين جديدتين هما: حلوان، والسادس من أكتوبر بتاريخ 18 إبريل 2008، وبعد صدور القرار الخاص بإنشاء محافظة حلوان فوجئت المحكمة بأن مقرها الواقع على كورنيش النيل وضمن دائرة حي البساتين قد أصبح تابعا جغرافيا لمحافظة حلوان وليس للقاهرة العاصمة مما يشكل مخالفة دستورية حيث ينص دستور 1971 على أن تقع المحكمة في العاصمة، والنص موجود في الفصل الخامس من الباب الخامس من دستور 1971 تحت مسمى «المحكمة الدستورية العليا»، المادة رقم 174 والتي تنص على:
| المحكمة الدستورية العليا (مصر) | المحكمة الدستورية العليا هيئة قضائية مستقلة قائمة بذاتها، في جمهورية مصر العربية، مقرها مدينة القاهرة. | المحكمة الدستورية العليا (مصر) |

ولحلّ هذه المشكلة، تدخل الرئيس السابق محمد حسني مبارك لحسم المأزق الدستوري بتاريخ 21 أبريل 2008، وأعلن أن الدستور ينص على أن المحكمة يجب أن تقع في العاصمة، وأصدر قرارًا بإعادة تبعية المحكمة إداريا لمحافظة القاهرة.
وبعد ثورة 25 يناير، قامت الحكومة الانتقالية برئاسة الدكتور / عصام شرف بإلغاء محافظتي، حلوان والسادس من أكتوبر في حركة تغيير المحافظين والتي صدرت من المجلس الأعلى للقوات المسلحة المسؤول عن إدارة شؤون البلاد في تلك الفترة وعادت السادس من أكتوبر لتبعية محافظة الجيزة، كما عادت حلوان لتبعية محافظة القاهرة باعتبارهما امتداداً صحراوياً للمحافظتين ومكملتين لخطط التوسع العمراني والزراعي بالقاهرة والجيزة.

## التعيين فيها
يشترط فيمن يعيّن مستشارًا بالمحكمة العليا أن تتوافر فيه الشروط العامة اللازمة لتولي القضاء طبقًا لأحكام قانون السلطة القضائية، وألا تقل سنه عن ثلاث وأربعين سنة ميلادية. ويكون اختياره من بين الفئات الآتية:
1. المستشارين الحاليين أو من في درجتهم من أعضاء الهيئات القضائية المختلفة ممن أمضوا في وظيفة مستشار أو ما يعادلها مدة ثلاث سنوات على الأقل.
2. من سبق لهم شغل وظيفة مستشار أو ما يعادلها في الهيئات القضائية لمدة ثلاث سنوات على الأقل.
3. المشتغلين بتدريس القانون بجامعات جمهورية مصر العربية في وظيفة أستاذ لمدة ثماني سنوات على الأقل.
4. المحامين الذين اشتغلوا أمام محكمة النقض أو المحكمة الإدارية العليا لمدة ثماني سنوات على الأقل.

يعين رئيس المحكمة الدستورية العليا بقرار من رئيس الجمهورية، ومن بين أعضاء المحكمة العليا أو من غيرهم ممن تتوافر فيهم شروط التعيين المبينة سلفًا. ويجوز تعيين رئيس المحكمة دون تقيد بسن التقاعد. ويكون تعين نواب رئيس المحكمة ومستشاريها بقرار من رئيس الجمهورية بعد أخذ رأي المجلس الأعلى للقضاء. ويحدد قرار التعيين الوظيفة والأقدمية فيها.
ويكون تعيين رئيس المحكمة العليا ونوابه والمستشارين لمدة ثلاث سنوات قابلة للتجديد.
ويحلف أعضاء المحكمة العليا قبل مباشرة وظائفهم يمينًا بأن يحكموا بالعدل وأن يحترموا القانون. ويكون حلف رئيس المحكمة اليمين أمام رئيس الجمهورية. ويكون حلف نواب رئيس المحكمة ومستشاريها أمام رئيس المحكمة العليا.

## الجمعية العامة للمحكمة
تؤلف الجمعية العامة للمحكمة من جميع أعضائها. ويحضر اجتماعاتها رئيس هيئة المفوضين أو أقدم أعضائها. ويكون له صوت معدود في المسائل المتعلقة بالهيئة. وتختص الجمعية العامة بالنظر في المسائل المتعلقة بنظام المحكمة وأمورها الداخلية وتوزيع الأعمال بين أعضائها وجميع الشؤون الخاصة بهم. ويجوز لها أن تفوّض رئيس المحكمة أو لجنة من أعضائها في بعض ما يدخل في اختصاصاتها. ويجب أخذ رأيها في مشروعات القوانين المتعلقة بالمحكمة.
تجتمع الجمعية العامة بدعوة من رئيس المحكمة أو بناء على طلب ثلث عدد أعضائها، ولا يكون انعقادها صحيحًا إلا بحضور أغلبية الأعضاء. ويرأس الجمعية رئيس المحكمة أو من يقوم مقامه، ويكون التصويت علانية ما لم تقرر الجمعية العامة أن يكون سرًا.
وتصدر الجمعية قراراتها بالأغلبية المطلقة لأصوات الحاضرين، وإذا تساوت الأصوات يرجح رأي الجانب الذي منه الرئيس ما لم يكن التصويت سرًا فيعتبر الاقتراح مرفوضًا. وتثبت محاضر أعمال الجمعية العامة في سجل يوقعه رئيس الجمعية وأمين عام المحكمة. وتؤلف لجنة الشؤون الوقتية بقرار من الجمعية العامة، وذلك برئاسة رئيس المحكمة وعضوية اثنين أو أكثر من الأعضاء تتولى اختصاصات الجمعية العامة في المسائل العاجلة أثناء العطلة القضائية للمحكمة.

## هيئة المفوّضين لدى المحكمة
هي هيئة داخل المحكمة تتألّف من رئيس المحكمة وعدد كافي من المستشارين والمستشارين المساعدين. ويحل محل الرئيس عند غيابه الأقدم من أعضائه، ويتولى رئيس الهيئة تنظيم العمل بها والإشراف عليها.
يشترط فيمن يعيّن رئيسًا لهيئة المفوضين ذات الشروط المقررة لتعيين أعضاء المحكمة. ويشترط فيمن يعين مستشارًا أو مستشارًا مساعدًا بالهيئة ذات الشروط المقررة في قانون السلطة القضائية لتعيين أقرانهم من المستشارين بمحاكم الاستئناف أو الرؤساء بالمحاكم الابتدائية على حسب الأحوال. ويعين رئيس وأعضاء الهيئة بقرار من رئيس الجمهورية بناء على ترشيح رئيس المحكمة وبعد أخذ رأي الجمعية العامة. ويكون التعيين في وظيفة رئيس الهيئة والمستشارين بها بطريق الترقية من الوظيفة التي تسبقها مباشرة. ولرئيس المحكمة ندب أعضاء من الهيئات القضائية للعمل بهيئة المفوضين ممن تنطبق عليهم أحكام الفقرة الثانية، وذلك بعد أخذ رأي الجمعية العامة وطبقًا للإجراءات المنصوص عليها في قانون الهيئة التي ينتمون إليها.
يؤدي رئيس وأعضاء هيئة المفوّضين قبل مباشرتهم أعمالهم اليمين التالية أمام الجمعية العامة للمحكمة:
| المحكمة الدستورية العليا (مصر) | "أقسم بالله العظيم أن أحترم الدستور والقانون، وأن أؤدي عملي بالأمانة والصدق" | المحكمة الدستورية العليا (مصر) |

رئيس وأعضاء هيئة المفوضين غير قابلين للعزل، ولا يجوز نقلهم إلى وظائف أخرى إلا بموافقتهم. وتسري في شأن ضماناتهم وحقوقهم وواجباتهم وإحالتهم إلى التقاعد وإجازاتهم والمنازعات المتعلقة بترقياتهم ومرتباتهم ومكافآتهم ومعاشاتهم، هم وسائر المستحقين عنهم، ذات الأحكام المقرر بالنسبة لأعضاء المحكمة.

## إحصائيات المحكمة
إحصائية إجمالية بالقضايا المحكوم فيها منذ إنشاء المحكمة حتى 30 أبريل 2008.
| السنة القضائية        | إجمالي القضايا | قضايا دستورية | قضايا تنازع | قضايا تفسير |
| --------------------- | -------------- | ------------- | ----------- | ----------- |
| الأولى 1979           | 62             | 31            | 26          | 4           |
| الثانية 1980          | 52             | 41            | 6           | 5           |
| الثالثة 1981          | 87             | 82            | 2           | 2           |
| الرابعة 1982          | 170            | 150           | 15          | 3           |
| الخامسة 1983          | 160            | 150           | 6           | 2           |
| السادسة 1984          | 149            | 136           | 7           | 1           |
| السابعة 1985          | 60             | 47            | 6           | 1           |
| الثامنة 1986          | 49             | 28            | 15          | 3           |
| التاسعة 1987          | 62             | 38            | 20          | 0           |
| العاشرة 1988          | 47             | 39            | 4           | 0           |
| الحادية عشر 1989      | 56             | 40            | 12          | 0           |
| الثانية عشر 1990      | 122            | 104           | 9           | 0           |
| الثالثة عشر 1991      | 80             | 65            | 9           | 1           |
| الرابعة عشر 1992      | 44             | 26            | 9           | 0           |
| الخامسة عشر 1993      | 52             | 37            | 11          | 1           |
| السادسة عشر 1994      | 62             | 39            | 17          | 0           |
| السابعة عشر 1995      | 115            | 83            | 24          | 2           |
| الثامنة عشر 1996      | 171            | 131           | 13          | 0           |
| التاسعة عشر 1997      | 242            | 181           | 10          | 0           |
| العشرون 1998          | 254            | 159           | 13          | 0           |
| الحادية والعشرون 1999 | 292            | 174           | 34          | 0           |
| الثانية والعشرون 2000 | 224            | 128           | 17          | 0           |
| الثالثة والعشرون 2001 | 428            | 280           | 17          | 0           |
| الرابعة والعشرون 2002 | 369            | 165           | 16          | 1           |
| الخامسة والعشرون 2003 | 331            | 113           | 10          | 0           |
| السادسة والعشرون 2004 | 275            | 22            | 8           | 0           |
| السابعة والعشرون 2005 | 323            | 11            | 1           | 0           |
| الثامنة والعشرون 2006 | 83             | 67            | 14          | 0           |
| التاسعة والعشرون 2007 | 222            | 169           | 50          | 0           |
| الثلاثون 2008         | 332            | 271           | 57          | 0           |
| الإجمالي العام        | 4975           | 3007          | 458         | 26          |

## أحدث الأحكام لعام 2008[73]
الطعن رقم 241 لسنة 24 ق دستورية جلسة 3 فبراير 2008: حكمت المحكمة بعدم دستورية نص المادة الأولى من القانون رقم 76 لسنة 1947، وألزمت الحكومة المصروفات ومبلغ مائتي جنيه مقابل أتعاب المحاماة.
الحكم رقم 70 لسنة 28 ق دستورية جلسة 2 مارس 2008: حكمت المحكمة بعدم دستورية الفقرة الثانية من المادة 4 من قانون التعاون الإسكاني الصادر بالقانون رقم 14 لسنة 1981 فيما نصت عليه من أنه «وللجهة الإدارية المختصة تحصيل مستحقات وحدات التعاون الإسكاني لدى الأعضاء بطريق الحجز الإداري، ولها في سبيل ذلك أن تستعين بغير مقابل بالأجهزة الحكومية أو المحلية»، وألزمت الحكومة المصروفات ومبلغ مائتي جنيه مقابل أتعاب المحاماة.
الحكم رقم 279 لسنة 25 ق دستورية جلسة 2 مارس 2008: حكمت المحكمة بعدم دستورية نص الفقرة الأخيرة من المادة 102 من لائحة نظام العاملين المدنيين بجهاز الخدمات العامة للقوات المسلحة بوزارة الدفاع، الصادر بقرار رئيس مجلس إدارة جهاز الخدمات العامة رقم 1 لسنة 1985، فيما تضمنته من حرمان العامل من المقابل النقدي لرصيد إجازاته الاعتيادية بما لا يجاوز ثلاثة أشهر متى كان عدم الحصول على هذا الرصيد راجعًا إلى أسباب اقتضتها مصلحة العمل.
الطعن رقم 214 لسنة 28 ق دستورية جلسة 6 إبريل 2008: حكمت المحكمة بعدم دستورية نص المادة 65 من لائحة العاملين ببنك ناصر الاجتماعي الصادر بقرار مجلس إدارة البنك بتاريخ 6 يناير 1980، وقبل تعديلها بقرار مجلس إدارة البنك في 21 فبراير 2001، فيما تضمّنه من وضع حدّ أقصى للمقابل النقدي لرصيد الإجازات السنوية لا يجاوز أجر أربعة أشهر متى كان عدم الحصول على هذا الرصيد راجعًا إلى أسباب تقتضيها مصلحة العمل.
الطعن رقم 33 لسنة 23 ق دستورية جلسة 4 مايو 2008: حكمت المحكمة بعدم دستورية نص المادة 3 من المرسوم بقانون رقم 180 لسنة 1952 بإلغاء نظام الوقف على غير الخيرات، فيما نصت عليه من نقل أعيان الوقف (بعد وفاة الواقف الأصلي) إلى المستحقين الحاليين فيه، ولذرية من مات من ذوي الاستحقاق من طبقتهم كل بقدر حصته أو حصة أصله في الاستحقاق، دون باقي ورثة الواقف.
الطعن رقم 116 لسنة 27 ق دستورية جلسة 4 مايو 2008: حكمت المحكمة بعدم دستورية نص الفقرة الثانية من المادة 19 من القانون رقم 136 لسنة 1981، في شأن بعض الأحكام الخاصة بتأجير وبيع الأماكن وتنظيم العلاقة بين المؤجر والمستأجر؛ فيما تضمّنه من عدم اشتراط موافقة المؤجر عند تغيير المستأجر استعمال جزء من العين المؤجرة إلى غير غرض السكني، وألزمت الحكومة بالمصروفات ومبلغ مائتي جنيه مقابل أتعاب المحاماة.
الطعن رقم 20 لسنة 27 ق دستورية جلسة 8 يونيو 2008: حكمت المحكمة أولاً: بعدم دستورية ما نص عليه البند 2 من الفقرة الثانية من المادة الأولى من القانون رقم 88 لسنة 2004؛ بزيادة المعاشات، من أن تكون الزيادة في المعاش بحدّ أقصى ستين جنيهًا شهريًا، وألزمت الحكومة بالمصروفات ومبلغ مائتي جنيه مقابل أتعاب المحاماة. ثانيًا: بتحديد اليوم التالي لنشر هذا الحكم تاريخيًا لإعمال أثره.
الطعن رقم 148 لسنة 28 ق دستورية جلسة 6 يوليو 2008: حكمت المحكمة أولاً: بعدم دستورية نص المادة 25 من قانون تنظيم هيئة قضايا الدولة الصادر بقرار رئيس الجمهورية رقم 75 لسنة 1963، معدلاً بالقانونين رقمي 65 لسنة 1976، 10 لسنة 1986، فيما تضمّنه من:
1. أن يرأس لجنة التأديب والتظلمات؛ وهي تنظر في أمر عضو الهيئة الذي حصل على تقريرين متواليين بدرجة أقل من المتوسط أو أربعة تقارير بدرجة متوسط، ورئيس الهيئة؛ الذي رفع الأمر إلى وزير العدل.
2. أن تفصل اللجنة المشار إليها في هذا الطلب، ولو كان من أعضائها من شارك في فحص حالة العضو والتفتيش عليه.

ثانيًا: إلزام الحكومة بالمصروفات ومبلغ مائتي جنيه مقابل أتعاب المحاماة.

## نظام المرتبات[57]
- رئيس المحكمة العليا: يعامل معاملة الوزير من حيث المرتب وبدل التمثيل والمعاش.
- نواب رئيس المحكمة: يعاملون معاملة رؤساء محاكم الاستئناف من حيث المرتب والمعاش.
- المستشارون: يعينون بمرتب 1400 ج.م- 2000 ج.م بعلاوة 75 ج.م سنويًا.
- يمنح كل من نواب رئيس المحكمة بدل طبيعة عمل قدره (400 ج.م سنويًا).
- يمنح المستشار بدل طبيعة عمل قدره (300 ج.م سنويًا).